# Anthony Molina
Anthony Molina (Lima, Perú, 13 de agosto de 1990) es un exfutbolista peruano.

## Trayectoria
Nació en Lima, distrito de Lima, el 13 de agosto de 1990. Se formó en la Escuela de Fútbol Héctor Chumpitaz en Comas, quienes lo registraron en las divisiones menores del Club Deportivo Universidad San Martín de Porres. A inicios de la temporada 2008 fue promovido al plantel profesional. Debutó de manera oficial el 7 de diciembre de 2008 frente a la Universidad César Vallejo, ingresando en el segundo tiempo. El encuentro finalizó con una derrota de 0-1 para la San Martín.

## Selección nacional
Integró la selección peruana Sub-17 que clasificó al mundial de la categoría tras ocupar el cuarto lugar en el Campeonato Sudamericano Sub-17 de 2007 realizado en Ecuador. En dicho torneo jugó dos partidos.

### Participaciones en Copas del Mundo
| Mundial                               | Sede          | Resultado   |
| ------------------------------------- | ------------- | ----------- |
| Copa Mundial de Fútbol Sub-17 de 2007 | Corea del Sur | 4° de final |

## Clubes
| Club                   | País | Año       |
| ---------------------- | ---- | --------- |
| Universidad San Martín | Perú | 2007-2018 |
| Deportivo Coopsol      | Perú | 2018      |

## Palmarés
| Título                    | Club                   | País | Año  |
| ------------------------- | ---------------------- | ---- | ---- |
| Primera División del Perú | Universidad San Martín | Perú | 2008 |
| Primera División del Perú | Universidad San Martín | Perú | 2010 |